# Tärendö
Tärendö (meänkieli Täräntö) je vesnice v severním Švédsku, kraji Norrbotten (samosprávná obec Pajala). Leží u ústí stejnojmenné řeky Tärendö do řeky Kalix. Žije zde asi 200 obyvatel.